# Mellanårsvalet i USA 2010
Mellanårsvalet i USA 2010 är en samling val som hölls den 2 november 2010. Kongressvalet är val till representanthuset (samtliga platser) och senaten (37 av 100 platser). Samtidigt hölls guvernörs- , delstatsförsamlings- och sheriffval i flera delstater. Inför valet innehade Demokraterna en så kallad trifecta, nämligen att de kontrollerade både representanthuset, senaten och presidentposten.

## Bakgrund
Mellanårsvalet hölls under den demokratiske presidenten Barack Obamas första mandatperiod. Under hans regering drabbades landet av en kraftig ekonomisk recession och arbetslöshetssiffrorna sköt i höjden. Trots Obama-administrationens initiativ till ett gigantiskt ekonomiskt stimulanspaket som röstades igenom av kongressen i februari 2009, har USA haft svårt att återhämta sig från krisen. Förväntningarna på presidenten att snabbt bringa ordning i ekonomin förvandlades delvis till besvikelse.
President Obamas vikande popularitet kan förklaras av flera andra frågor som den införda sjukvårdsreform som uppfattas som dyr och svårbegriplig, uteblivna framgångar för insatserna i Afghanistan, samt kritik mot regeringen och myndigheterna för att man ingripit för sent i oljekatastrofen i Mexikanska golfen. Den konservativa Tea Party-rörelsen har delvis blivit tongivande i den politiska debatten.

## Valresultat
| Förklaring av kartorna | Förklaring av kartorna         |
| ---------------------- | ------------------------------ |
|                        | Demokraterna vann mandatet     |
|                        | Demokraterna behöll mandatet   |
|                        | Republikanerna vann mandatet   |
|                        | Republikanerna behöll mandatet |

### Senaten
|        |                |            |        |            |           |             |           |
| Parti  | Parti          | Röster     | Röster | Senatorer  | Senatorer | Senatorer   | Senatorer |
| Parti  | Parti          | Antal      | %      | Före valet | Valda     | Efter valet | +/-       |
|        | Republikanerna | 32,680,704 | 49,4   | 41         | 24        | 47          | ▲6        |
|        | Demokraterna   | 29,110,733 | 44,0   | 57         | 13        | 51          | ▼6        |
|        | Övriga         | 4,399,700  | 6,6    | 2          | 0         | 2           | ▬         |
| Totalt | Totalt         | 66,191,137 | 100    | 100        | 37        | 100         |           |

### Representanthuset
|        |                |            |        |                |                |                |
| Parti  | Parti          | Röster     | Röster | Representanter | Representanter | Representanter |
| Parti  | Parti          | Antal      | %      | Före valet     | Efter valet    | +/-            |
|        | Republikanerna | 44,827,441 | 51,7   | 179            | 242            | ▲64            |
|        | Demokraterna   | 38,980,192 | 44,9   | 256            | 193            | ▼64            |
|        | Övriga         | 2,977,324  | 3,4    | 0              | 0              | ▬              |
| Totalt | Totalt         | 86,784,957 | 100    | 435            | 435            |                |